# Saunders Mac Lane
Pour les articles homonymes, voir MacLane.
Saunders MacLane (4 août 1909 - 14 avril 2005) est un mathématicien américain. Ses travaux portent principalement sur la logique et la topologie algébrique. Il est le cocréateur, avec Samuel Eilenberg,  de la théorie des catégories et l'auteur de l'un des ouvrages les plus connus sur le sujet, Categories for the working mathematician.

## Biographie
Saunders MacLane est né à Norwich, dans le Connecticut, sa famille vivant à Taftville (en). Il était l'aîné de trois frères ; l'un de ses frères, Gerald MacLane, est également devenu professeur de mathématiques à l'université Rice et à l'université Purdue.
Il étudie à l'université Yale de 1926 à 1930 avant de rentrer à l'université de Chicago.
Pendant la Seconde Guerre mondiale, il travaille sur les mathématiques appliquées et devient professeur à Chicago en 1947.
Il est lauréat du prix Leroy P. Steele en 1986.

## Publications
- (avec Garrett Birkhoff) Algèbre [détail des éditions]
- (en) Saunders Mac Lane, Categories for the working mathematician, 1971 [détail de l’édition]
- (en) Saunders Mac Lane, Homology, Springer, coll. « Grundlehren der mathematischen Wissenschaften » (no 114), 1994, 4e éd. (1re éd. 1963), 422 p. (ISBN 978-3-540-58662-3, présentation en ligne).
- Saunders Mac Lane, « Mathematics at Göttingen under the Nazis », Notices of the'AMS, vol. 42, no 10,‎ octobre 1995, p. 1134-1138 (lire en ligne, consulté le 16 avril 2021). — Version allemande  : « Die Mathematik in Göttingen unter den Nazis », Mitteilungen der Deutschen Mathematiker-Vereinigung, vol. 4, no 2,‎ 1996, p. 13-18 (DOI 10.1515/dmvm-1996-0206, lire en ligne, consulté le 16 avril 2021).

## Prix et distinctions
- 1941 : Prix Chauvenet
- 1975 : Distinguished Service Award de la Mathematical Association of America
- 1976 : Membre correspondant de l'Académie des sciences de Heidelberg
- 1982/83 : Prix de recherche Humboldt en tant que Senior Scientist
- 1986 : Prix Leroy P. Steele de l'American Mathematical Society
- 1989 : National Medal of Science

Il est titulaire de nombreux doctorats honoris causa (par exemple Harvard, Yale, Université de Pennsylvanie, Glasgow).
MacLane était membre de la National Academy of Sciences depuis 1949, dont il a été vice-président de 1973 à 1977, de la Mathematical Association of America (vice-président de 1948 à 1950, président de 1951 à 1952), de la American Philosophical Society (vice-président de 1968 à 1971), de l'Académie américaine des arts et des sciences, dont il a été membre du conseil de 1981 à 1985. Il a été vice-président de l'American Mathematical Society de 1946 à 1948 et président de 1973 à 1974.
De 1954 à 1958, il a fait partie du Conseil (comité exécutif) de l'Union mathématique internationale. De 1974 à 1980, il a fait partie du National Science Board des États-Unis, et de 1959 à 1962 et de 1969 à 1972, du Conseil de la National Academy of Sciences.